# Corazón latino
Corazón latino es el título del álbum debut de estudio grabado por el cantante español David Bisbal. Fue lanzado al mercado por las empresas discográficas Vale Music, Universal Music Spain y Universal Music Latino el 3 de junio de 2002, tras su participación en el programa televisivo Operación Triunfo en octubre de 2001.

## Descripción
Incluye 11 temas, que abarcan géneros musicales como la balada o el pop latino. Canciones de este disco como Ave María, Corazón latino y Lloraré las penas fueron singles que ocuparon los primeros puestos de las listas.

## Ventas
Corazón Latino fue certificado como Disco de Diamante, a modo de acreditación de elevadas ventas legales de 1 millón de copias.
Este es el disco con mayor venta de David Bisbal con 1,3 millones de copias en España y 500.000 copias en hispanoamérica; en suma el disco ha vendido alrededor de 2 millones de discos en todo el mundo.[cita requerida]

## Premios
El álbum Corazón latino recibió dos nominaciones primero ganó el Premio Grammy Latino al Mejor Nuevo Artista y segundo nominado para el Premio Grammy Latino al Mejor Álbum de Pop Vocal Masculino en la 4°. edición de los Premios Grammy Latinos celebrada el miércoles 3 de septiembre de 2003.

## Lista de canciones
| Corazón latino |                                |                                                        |          |  |
| N.º            | Título                         | Escritor(es)                                           | Duración |  |
| 1.             | «Ave María»                    | Kike Santander · Gustavo Santander                     | 3:31     |  |
| 2.             | «Dígale»                       | Gustavo Santander · Christian Leuzzi                   | 4:24     |  |
| 3.             | «Un amor que viene y va»       | Kike Santander · Gustavo Santander · Daniel Betancourt | 3:44     |  |
| 4.             | «Fuiste mía»                   | José Gaviria · Ximena Muñoz · Bernardo Ossa            | 4:05     |  |
| 5.             | «Lloraré las penas»            | José Miguel Velásquez · Antonio Rayo                   | 4:00     |  |
| 6.             | «Quiero perderme en tu cuerpo» | Kike Santander                                         | 3:58     |  |
| 7.             | «Cómo será»                    | Kike Santander · Gustavo Santander                     | 3:58     |  |
| 8.             | «Vuelvo a ti» (con Chenoa)     | Kike Santander · José Gaviria                          | 3:41     |  |
| 9.             | «Por ti»                       | Kike Santander · Gustavo Santander                     | 4:07     |  |
| 10.            | «Por cuanto tiempo»            | Kike Santander                                         | 3:54     |  |
| 11.            | «Corazón latino»               | Jordi Cubino                                           | 2:55     |  |
| 42:15          |                                |                                                        |          |  |

### Temas inéditos
- "Caramelito" (José Miguel Velásquez) --> Canción que finalmente no entró en el disco "Corazón latino" siendo añadida posteriormente en uno de los CD de "Premonición live".

## Certificaciones
| Lista                             | Posición | Certificación |
| --------------------------------- | -------- | ------------- |
| España Top 100 álbumes            | #1       | 13x Platino   |
| Premios Europa IFPI               |          | Platino       |
| USA Top álbumes latinos Billboard | #1       | Platino       |
| México                            | #3       | Platino       |
| Argentina                         |          | Oro           |
| Chile                             |          | Oro           |
| Colombia                          |          | Oro           |
| Venezuela                         |          | Platino       |
| Uruguay                           |          | Oro           |
| Panamá                            |          | Platino       |
| Costa Rica                        |          | Oro           |
| Ecuador                           |          | Oro           |